# Перенижко, Нина Ивановна
Нина Ивановна Перенижко (4 января 1935 — 9 декабря 1996) — передовик советского сельского хозяйства, звеньевая колхоза «Советская Россия» Красноармейского района Краснодарского края, Герой Социалистического Труда (1973).

## Биография
Родилась в 1935 году в станице Староджерелиевская, ныне Красноармейского района Краснодарского края в русской крестьянской семье.
После окончания школы, трудоустроилась в местный колхоз поливальщицей, затем возглавила первое в районе женское механизированное звено рисоводов. Получала высокие урожаи при низкой себестоимости производства. По итогам работы в восьмой пятилетки награждена орденом Ленина.    
Указом Президиума Верховного Совета СССР от 7 декабря 1973 года за получение высоких показателей в сельском хозяйстве и рекордные урожаи риса Нине Ивановне Перенижко было присвоено звание Героя Социалистического Труда с вручением ордена Ленина и медали «Серп и Молот».   
В 1973 году завершила обучение в Славянском сельскохозяйственном техникуме и стала работать агрономом, затем была управляющей отделением. Избиралась делегатом XXIV съезда КПСС.  
Проживала в родной станице Староджерелиевская. Умерла 9 декабря 1996 года.

## Память
- После её смерти ОАО "Староджерелиевское" стало носить имя Перенижко Н.И.

## Награды
За трудовые успехи была удостоена:
- золотая звезда «Серп и Молот» (07.12.1973)
- два ордена Ленина (08.04.1971, 07.12.1973)
- орден Трудового Красного Знамени (25.02.1981)
- другие медали.

- Заслуженный работник сельского хозяйства Кубани (1996).